# ロドネイ・レデス
ロドネイ・イバン・レデス・カセレス（Rodney Iván Redes Cáceres , 2000年2月22日 - ）は、パラグアイ・パラグアリ県ラ・コルメナ出身のサッカー選手。クルブ・オリンピア所属。ポジションはMF。

## クラブ経歴
2018年にクラブ・グアラニーのトップチームに昇格。4月17日のCAトレス・デ・フェブレロ戦でプロデビュー。6月6日のセロ・ポルテーニョ戦でプロ初ゴールを記録。同年シーズンはプロ1年目ながら28試合4ゴールを記録し、国内カップ戦コパ・パラグアイで優勝を経験。以降も先発に定着し、チームの中心選手に成長した。
2020年7月6日、オースティンFCと5年契約を締結。同年シーズンはローン移籍の形でクラブ・グアラニーに残留し、32試合4ゴールを記録。2021年シーズンよりオースティンFCに加入。同年シーズン開幕戦となった4月18日のロサンゼルスFC戦で先発出場するも、試合は0-2で敗れた。